# 磷脂他汀
磷脂他汀是一种有机化合物，化学式C23H24O5，属于一种缩酚酸环醚衍生物，能作为磷脂酶A2的酶抑制剂，存在于爪甲曲霉（Aspergillus unguis）等真菌中。